# Lahardaun
Lahardaun (iriska: Leathardan) är en ort i republiken Irland.   Den ligger i grevskapet Maigh Eo och provinsen Connacht, i den nordvästra delen av landet, 210 km väster om huvudstaden Dublin. Lahardaun ligger 52 meter över havet och antalet invånare är 156.
Terrängen runt Lahardaun är kuperad åt sydväst, men åt nordost är den platt.Runt Lahardaun är det mycket glesbefolkat, med 7 invånare per kvadratkilometer. Närmaste större samhälle är Castlebar, 20,0 km söder om Lahardaun. Trakten runt Lahardaun består i huvudsak av gräsmarker.